# Apollonius (månekrater)
 For alternative betydninger, se Apollonius (flertydig). (Se også artikler, som begynder med Apollonius)
Apollonius er et nedslagskrater på Månen, som befinder sig på Månens forside nær dens østlige rand. Det er opkaldt efter den græske geometer og astronom Apollonius (ca. 262 f.Kr. – ca. 190 f.Kr.).
Navnet blev officielt tildelt af den Internationale Astronomiske Union (IAU) i 1935. 

## Omgivelser
Krateret ligger i højlandsområdet vest for Mare Undarum og nordøst for Sinus Successus i Mare Fecunditatis. Det ligger sydvest for krateret Firmicus og nord for Condonkrateret. 

## Karakteristika
Den ydre rand af Apollonius er noget nedslidt, og der ligger et par små kratere (herunder "Apollonius E") over den vestlige væg. Den næsten flade kraterbund har lav albedo og er blevet dækket af lava. Krateret har hverken en central top eller særlige små kratere i kraterbunden.

## Satellitkratere
De kratere, som kaldes satellitter, er små kratere beliggende i eller nær hovedkrateret. Deres dannelse er sædvanligvis sket uafhængigt af dette, men de får samme navn som hovedkrateret med tilføjelse af et stort bogstav. På kort over Månen er det en konvention at identificere dem ved at placere dette bogstav på den side af satellitkraterets midte, som ligger nærmest hovedkrateret. Apolloniuskrateret har følgende satellitkratere:
| Apollonius | Længde | Bredde  | Diameter |
| ---------- | ------ | ------- | -------- |
| A          | 4,8° N | 56,8° Ø | 24 km    |
| B          | 5,7° N | 57,6° Ø | 32 km    |
| E          | 4,4° N | 61,9° Ø | 16 km    |
| F          | 5,6° N | 60,0° Ø | 16 km    |
| H          | 3,4° N | 59,6° Ø | 20 km    |
| J          | 4,6° N | 57,5° Ø | 12 km    |
| L          | 6,5° N | 54,6° Ø | 9 km     |
| M          | 4,8° N | 61,9° Ø | 10 km    |
| N          | 4,8° N | 64,1° Ø | 9 km     |
| S          | 1,1° N | 62,6° Ø | 15 km    |
| U          | 4,9° N | 59,9° Ø | 7 km     |
| V          | 4,4° N | 58,2° Ø | 16 km    |
| X          | 7,0° N | 58,1° Ø | 31 km    |
| Y          | 4,9° N | 62,6° Ø | 10 km    |

## Måneatlas
- Billeder af Apolloniuskrateret i LPI-måneatlasset